# Granville, North Dakota
Granville är en ort i McHenry County i delstaten North Dakota, USA.